# Cordula David
Cordula David, född 13 februari 1966 i Berlin Östtyskland, är en tysk före detta handbollsspelare. Hon blev världsmästare i det tyska landslaget 1993.

## Klubbkarriär
Corduka David var en 1,75 meter lång, vänsterhänt högernia. David började sin elitkarriär som spelare för TSC Berlin i Oberliga den högsta ligan i Östtyskland.  Med TSC Berlin vann hon den östtyska cupen 1985. Hon var lagets bästa målskytte säsongerna´1985/1986 1987/1988 och 1988/1989. Med 108 mål (43 straffar) för TSC Berlin blev hon den näst bästa målskytten i Oberliga säsongen 1985/1986. Efter återföreningen flyttade David till tyska Bundesligaklubben TuS Walle Bremen.  Med Bremen-laget vann David det första alltyska mästerskapet efter återföreningen. Hon vann två Bundesliga-titlar (1990/91, 1991/92) och en tysk cup (1993) med Bremen-laget. I slutet av sin karriär spelade hon för SC Germania List. 

## Landslagskarriär och tränarkarriär
Cordula David mästerskapsdebuterade för Östtyskland vid VM 1986 i Nederländerna och slutade på fjärde plats med laget, där hon bidrog med fyra mål på fem matcher. Hennes främsta merit vann hon med det förenade tyska landslaget när blev hon världsmästare i VM 1993 och gjorde sex mål på tre matcher. Cordula David spelade enligt Munzinger biografi 135  landskamper men det var före hennes landslagskarrär var över. Enligt DHB statistik spelade hon 156 landskamper och stod för 414 mål.
Efter sin spelarkarriär blev Cordula David handbollstränare men inte för de högre serierna. Hon tränade först som spelande tränare laget SC Germania List i första Bundesliga Hannover, sedan MTV Großenheidorn i Oberliga och SG Misburg i den regionsala ligan.